# Système dynamique mesuré
 (juillet 2014).
Si vous disposez d'ouvrages ou d'articles de référence ou si vous connaissez des sites web de qualité traitant du thème abordé ici, merci de compléter l'article en donnant les références utiles à sa vérifiabilité et en les liant à la section « Notes et références ».
Un système dynamique mesuré est un objet mathématique, représentant un espace de phases muni d'une loi d'évolution, particulièrement étudié en théorie ergodique.

## Définition
Un système dynamique mesuré est la donnée d'un espace probabilisé {\displaystyle (X,{\mathfrak {B}},\mu )} et d'une application mesurable f : X → X. On exige que f préserve la mesure, ce qui veut dire que :
Cette propriété très riche permet d'obtenir de puissants théorèmes. Par ailleurs, un théorème affirme qu'il existe, pour toute transformation continue X → X d'un espace topologique compact X, une mesure de probabilité, borélienne, préservant cette transformation. (C'est une application du théorème de représentation de Riesz-Markov).

## Exemples
- On peut étudier la fonction logistique : on prend X = [0, 1] et f(x) = 4x(1 – x). On munit X de sa tribu borélienne et l'on prend comme mesure {\displaystyle {\frac {{\rm {d}}x}{\pi {\sqrt {x(1-x)}}}}}.
- Les rotations du cercle constituent des exemples plus évidents puisque la mesure d'angle normalisée dθ/2π est une mesure de probabilité invariante par toute rotation.
- On peut généraliser la transformation précédente en introduisant pour tout groupe topologique compact une mesure borélienne appelée mesure de Haar qui est invariante par toute rotation (i.e par toute application de la forme x ↦ ax)
- Voir également les décalages de Bernoulli.